# Nadija Mochnaćka
Nadija Mochnaćka (ukr. Надія Мохнацька; ur. 18 października 1995 w Iwano-Frankiwsku) – ukraińska narciarka dowolna, specjalizująca się w skokach akrobatycznych, która starty w Pucharze Świata rozpoczęła w 2013 r. Występowała także w zawodach FIS Race oraz Pucharu Europy. Była uczestniczką zimowych igrzysk olimpijskich w Soczi w 2014 r.

## Osiągnięcia

### Igrzyska olimpijskie
| Miejsce | Dzień     | Rok  | Miejscowość | Konkurencja        | Wynik     | Zwyciężczyni | Źródło |
| ------- | --------- | ---- | ----------- | ------------------ | --------- | ------------ | ------ |
| 17.     | 14 lutego | 2014 | Roza Chutor | skoki akrobatyczne | 69.31 pkt | Ałła Cuper   | [ 1 ]  |

### Mistrzostwa świata
| Miejsce | Dzień   | Rok  | Miejscowość | Konkurencja        | Wynik     | Zwyciężczyni | Źródło |
| ------- | ------- | ---- | ----------- | ------------------ | --------- | ------------ | ------ |
| 21.     | 7 marca | 2013 | Voss        | skoki akrobatyczne | 38.74 pkt | Xu Mengtao   | [ 2 ]  |

### Puchar Świata

#### Pozycje w klasyfikacji generalnej
| Sezon     | Miejsce | Punkty |
| --------- | ------- | ------ |
| 2012/2013 | 89      | 14     |
| 2013/2014 | 135     | 7      |
| 2014/2015 | 81      | 10,86  |
| 2015/2016 | 111     | 7,17   |

#### Pozycje w poszczególnych zawodach

##### Skoki akrobatyczne
| Sezon 2012/2013                                                       |                      |                   |                      |                   |             |               |        |        |        |        |        |        |         |         |         |         |         |         |         |
| Changchun 5.01                                                        | Val Saint-Come 12.01 | Lake Placid 18.01 | Lake Placid 19.01    | Deer Valley 1.02  | Soczi 17.02 | Bukowel 23.02 | Punkty | Punkty | Punkty | Punkty | Punkty | Punkty | Punkty  | Pozycja | Pozycja | Pozycja | Pozycja | Pozycja | Pozycja |
| –                                                                     | –                    | 18                | 25                   | 11                | 14          | 7             | 97     | 97     | 97     | 97     | 97     | 97     | 97      | 20      | 20      | 20      | 20      | 20      | 20      |
| Sezon 2013/2014                                                       |                      |                   |                      |                   |             |               |        |        |        |        |        |        |         |         |         |         |         |         |         |
| Beidahu 15.12                                                         | Pekin 21.12          | Deer Valley 10.01 | Val Saint-Come 14.01 | Lake Placid 18.01 | Mińsk 1.03  | Punkty        | Punkty | Punkty | Punkty | Punkty | Punkty | Punkty | Pozycja | Pozycja | Pozycja | Pozycja | Pozycja | Pozycja | Pozycja |
| 25                                                                    | 18                   | 27                | DNS                  | 19                | –           | 35            | 35     | 35     | 35     | 35     | 35     | 35     | 28      | 28      | 28      | 28      | 28      | 28      | 28      |
| Legenda                                                               |                      |                   |                      |                   |             |               |        |        |        |        |        |        |         |         |         |         |         |         |         |
| 1 2 3 4-10 11-30 31-100 wyniki anulowane - – zawodnik nie wystartował |                      |                   |                      |                   |             |               |        |        |        |        |        |        |         |         |         |         |         |         |         |